# Филькино (Белгородская область)
Фи́лькино — хутор в Красногвардейском районе Белгородской области. Входит в состав Коломыцевского сельского поселения.

## География
Хутор находится на расстоянии 12 км к юго-западу от города Бирюч, административного центра района.

### Часовой пояс
Хутор Филькино, как и вся Белгородская область, находится в часовой зоне МСК (московское время). Смещение применяемого времени относительно UTC составляет +3:00.

## Население
| 1859 | 1897 | 2002 | 2010 |
| ---- | ---- | ---- | ---- |
| 591  | ↗724 | ↘106 | ↘90  |